# Wachsenburggemeinde
Wachsenburggemeinde – dawna gmina w Niemczech, w kraju związkowym Turyngia, w powiecie Ilm.
Niektóre zadania administracyjne realizowane były przez miasto Arnstadt, które pełniło rolę „gminy realizującej” (niem. erfüllende Gemeinde).
31 grudnia 2012 gminę rozwiązano, a jej teren przyłączono do gminy Ichtershausen, która stała się tego samego dnia dzielnicą nowo powstałej gminy Amt Wachsenburg.